# Caituy de Achao
Caituy de Achao es un conjunto folclórico nacido en la ciudad de Achao en abril de 1983 bajo la dirección del profesor Ramón Yáñez Delgado. Entre 1997 y 2016 fueron dirigidos por el profesor Pablo Yáñez Delgado, y desde el 2017 su director artístico es Mauricio Yáñez Rogel.
Su nombre viene del vocablo del castellano chilote "caituy" o "caitúe", "gallinero", por la creencia de que el nombre "Achao" tiene relación con la palabra mapuche para "gallina".
Su trabajo musical se ha plasmado en 14 producciones discográficas y 1 producción audiovisual, popularizando temas como Choño de la Quebrá, Nazareno de Caguach, Adónde va la Lancha, Vamos pa' Achao, entre otros. Así también, a lo largo de su historia musical ha lanzado temas que han llamado a la reflexión en torno a las problemáticas sociales, económicas, culturales y medioambientales del Archipiélago de Chiloé. Es por eso que se popularizan temas como La Mala Pesca de José Cheuquel (1988), Sentimiento Isleño (1995), Como estás Chiloé (2002), Obreras Chilotas (2004).
A lo largo de su Historia, se han presentado en diversos escenarios a lo largo de Chile y el extranjero, siendo una de sus presentaciones más importantes la representación de la Fiesta de Jesús Nazareno en el Acto de Retorno a la Democracia en el Estadio Nacional, el 12 de marzo de 1990. Además se presentan en programas de televisión como Sábado Gigante, Festival de la Una, Informe Especial y en documentales referentes a Chiloé como Los Fiscales de Chiloé (Canal 13), Islas Exóticas (Discovery Channel), Música Festiva y Religiosa de Chiloé (TVE), entre otros.
El Conjunto Caituy de Achao también es conocido por la teatralización que realiza en cada una de sus actuaciones. Es por ello que se apoyan en el humor por medio de tallas y chascarros contados por personajes que han llegado a ser querido por el público que los sigue en cada una de sus presentaciones. Sus personajes más famosos son: Pirulo (René Uribe Vivar), Costodio (Óscar Torres Ojeda), Don Chiyoyo (Gastón Escobar Álvarez), Doña Quela (Elba Bizama Vidal), Doña Llilla (Lidia Uribe), Don Cuno (Óscar Marchant Venegas), Don Lúa (Luis Barón Ulloa), Don Jacinto Calbún (Víctor Hugo Leviñanco Hueicha). Por otro lado, ha sido integrado por variados músicos, cantores y bailarines como Morelia Yáñez Delgado (voz solista en la gran mayoría de las canciones de esta agrupación), Luis Huaique, Mauricio Huaique, Juan Álvarez Cárcamo, Alberto Contreras, Doris Álvarez Miranda, Nelfa Vásquez, Marco Bastidas Cárcamo, Karen Miranda Miranda, entre otros.

## Discografía
- 1985 - Caituy de Achao
- 1986 - Vamos pa' Achao
- 1988 - Rema, Rema Pechoña
- 1993 - Somos de Chiloé
- 1994 - Adónde va la Lancha
- 1995 - Sentimiento Isleño
- 2002 - Como estás Chiloé
- 2003 - Memoria Chilhueña
- 2004 - Memoria Chilhueña II
- 2006 - Nazareno de Caguach
- 2010 - Pueblo Defensor
- 2016 - Choño de la Quebrá (Producción audiovisual)